# Asparagus faulkneri
Asparagus faulkneri — вид рослин із родини холодкових (Asparagaceae).

## Біоморфологічна характеристика
Це витка рослина. Стебло поздовжньо борознисте, голе; молоді гілки смугасті. Колючки на основних гілках і гілочках, 3–8 мм завдовжки. Кладодії в пучках по 4–8, 6–15 × ± 1 мм, гострі на верхівці, звужуються до основи. Суцвіття прості, 1.5–2.5 см завдовжки. Листочки оцвітини від білого до кремового забарвлення, 2–3 × 1 мм; тичинки коротші від оцвітини, завдовжки ± 2 мм, включаючи помаранчеві пиляки. Ягода червона, 5–7 мм у діаметрі, 1-насінна.

## Середовище проживання
Зростає в пд.-сх. Кенії й Танзанії.
Населяє прибережні чагарники, сухий ліс і лісистий лук; 0–250(450) метрів.